# Wilder (Kentucky)
Wilder es una ciudad ubicada en el condado de Campbell en el estado estadounidense de Kentucky. En el Censo de 2010 tenía una población de 3548 habitantes y una densidad poblacional de 308,29 personas por km². Según los aficionados de los fenómenos paranormales, Wilder es una de las localidades más encantadas de Estados Unidos y el edificio más emblemático, la sede del recinto country Bobby Mackey's Music World es conocida como la puerta al infierno. 

## Geografía
Wilder se encuentra ubicada en las coordenadas 39°2′29″N 84°28′54″O / 39.04139, -84.48167. Según la Oficina del Censo de los Estados Unidos, Wilder tiene una superficie total de 9.84 km², de la cual 9.51 km² corresponden a tierra firme y (3.37%) 0.33 km² es agua.

## Demografía
Según el censo de 2010, había 3035 personas residiendo en Wilder. La densidad de población era de 308,29 hab./km². De los 3035 habitantes, Wilder estaba compuesto por el 94.5% blancos, el 2.14% eran afroamericanos, el 0.1% eran amerindios, el 1.55% eran asiáticos, el 0.13% eran isleños del Pacífico, el 0.26% eran de otras razas y el 1.32% pertenecían a dos o más razas. Del total de la población el 1.29% eran hispanos o latinos de cualquier raza.